# Rhizoecus oliveri
Rhizoecus oliveri är en insektsart som beskrevs av Cox 1978. Rhizoecus oliveri ingår i släktet Rhizoecus och familjen ullsköldlöss. Inga underarter finns listade i Catalogue of Life.